# Christine Vanderveeren
Christine Vanderveeren is een Belgische voormalige topambtenaar.

## Levensloop
Christine Vanderveeren is doctor in de rechten en licentiaat in de economische wetenschappen aan de Katholieke Universiteit Leuven. Aan deze universiteit was ze ook enkele jaren als assistent verbonden. Vervolgens werd ze adviseur op Cepess, de studiedienst van de CVP.
In 1988 werd ze adjunct-kabinetschef van vicepremier en minister van Verkeerswezen Jean-Luc Dehaene (CVP). In 1992 promoveerde ze tot kabinetschef algemeen beleid van Dehaene, die premier was geworden. In deze hoedanigheid was ze bij het Sint-Michielsakkoord betrokken.
In 1995 kwam Vanderveeren aan het hoofd van de Stichting van de Onderneming te staan. In 1999 duidde de paarsgroene regering-Verhofstadt I haar tot voorzitter van het directiecomité van de Commissie voor de Regulering van de Elektriciteit en het Gas (CREG). Begin 2007 volgde François Possemiers haar op. In 2009 werd ze in opvolging van Antoon Colpaert voorzitter van de raad van bestuur van spoorwegbeheerder Infrabel, waar ze in 2016 financieel directeur werd. Herman De Bode volgde haar als voorzitter op. Verder was ze ondervoorzitter van de Hoge Raad van Financiën en bestuurder van de bank Dexia (later Belfius).